# Ужинов, Олег Вячеславович
Олег Вячеславович У́жинов (род. 13 февраля 1968, Кириши, Ленинградская область) — советский и российский режиссёр, сценарист и аниматор мультипликационных фильмов.

## Биография
Родился 13 февраля 1968 года в городе Кириши Ленинградской области.
Работал аниматором в фильмах: «Инфекция» (реж. Е. Делюсин), «Рождество» (реж. М. Алдашин), «Нити» (реж. И. Максимов, студия «Союзмульфильм»). В 1992—1995 гг. работал сценаристом и аниматором в компании «Никита» над компьютерными играми «Волшебный сон» и «Бармалей-99». В 1999 году работал аниматором на студии «Пилот» в американском сериале «Майк, Лу и Ог».
Олег Ужинов является режиссёром 7 серий мультсериала «Маша и Медведь», и мультфильмов из серии: «Гора самоцветов»: «Жихарка» (2006), «Про Ивана-дурака» (2004).

## Фильмография

### Режиссёр-постановщик
- 2001 — Мультипотам
- 2001 — Евстифейка-волк
- 2003 — Нехороший мальчик
- 2004 — Про Ивана-дурака (цикл «Гора самоцветов»)
- 2006 — Жихарка (цикл «Гора самоцветов»)
- 2019 — Фиксики против кработов

### Режиссёр
- 1995 — Jamais (Никогда)
- 1998 — Optimus Mundus. Цирк
- 2009 — Раз, два, три — ёлочка гори! (сериал «Маша и Медведь»)
- 2010 — Следы невиданных зверей (сериал «Маша и Медведь»)
- 2010 — День варенья (сериал «Маша и Медведь»)
- 2010 — Кто не спрятался, я не виноват! (сериал «Маша и Медведь»)
- 2011 — Маша + каша (сериал «Маша и Медведь»)
- 2011 — Большая стирка (сериал «Маша и Медведь»)
- 2011 — Один дома (сериал «Маша и Медведь»)
- 2014 — Паром (сериал «Паровозик Тишка»)
- 2014 — Волшебное дерево (сериал «Паровозик Тишка»)
- 2014 — Самый мощный паровозик (сериал «Паровозик Тишка»)
- 2014 — Первобытные времена (сериал «Паровозик Тишка»)
- 2015 — Ин и Яна. Запретная еда
- 2015 — Похитители скворечников (сериал «10 друзей Кролика»)
- 2015 — Кошелёк (сериал «Тима и Тома»)
- 2015 — Грибной дождик (сериал «Тима и Тома»)
- 2016 — Микробы атакуют (сериал «Тима и Тома»)
- 2016 — Ветрянка из банки (сериал «Тима и Тома»)

### Сценарист
- 1998 — Optimus Mundus. Цирк
- 2001 — Евстифейка-волк
- 2003 — Нехороший мальчик
- 2006 — Жихарка (цикл «Гора самоцветов»)
- 2007 — Чепоги (цикл «Гора самоцветов»)
- 2012 — Осторожно, ремонт! (сериал «Маша и Медведь»)
- 2012 — Картина маслом (сериал «Маша и Медведь»)
- 2013 — Куми-Микс (сериал «Куми-Куми»)
- 2015 — Кошелёк (сериал «Тима и Тома»)
- 2015 — Грибной дождик (сериал «Тима и Тома»)
- 2022 — Шкатулка с сюрпризом (сериал «Маша и Медведь»)
- 2022 — Удар, ещё удар! (сериал «Маша и Медведь»)
- 2022 — Маша и Медведь в кино: 12 месяцев
- 2023 — Мыть или не мыть? (сериал «Маша и Медведь»)
- 2023 — Топ-топ-топ? (сериал «Маша и Медведь»)
- 2023 — Ура! Новая игра! (сериал «Маша и Медведь»)
- 2024 — Физкульт-привет! (сериал «Маша и Медведь»)
- 2024 — Впервые на арене! (сериал «Маша и Медведь»)
- 2024 — Ананас, да не для вас! (сериал «Маша и Медведь»)
- 2024 — Круги на траве (сериал «Маша и Медведь»)
- 2024 — Пикник в сиреневых тонах (сериал «Маша и Медведь»)
- 2024 — Званый гость (сериал «Маша и Медведь»)
- 2024 — Бум-бум-барашек (сериал «Маша и Медведь»)
- 2024 — Тайное общество секретных помощников (сериал «Маша и Медведь»)

### Аниматор
- 1996 — Инфекция
- 1996 — Нити
- 1998 — Mike, Lu & Og
- 2000 — Новые бременские
- 2000 — Лукоморье. Няня
- 2005 — Эволюция Петра Сенцова

### Актёр
- 13 февраля 2006 — Жихарка (цикл «Гора самоцветов») — Воробей
- 2019 — Фиксики против кработов — Умный корабль

### Художественный руководитель
- 2020 — «Маша и Медведь»

## Награды
Олег Ужинов имеет следующие награды:
- 2001 — Российский кинофестиваль Окно в Европу в Выборге : Гран-при конкурса анимационного кино («Евстифейка-волк»)
- 2002 — Открытый Российский Фестиваль анимационного кино в Суздале : Приз жюри «За оригинальность решения фольклорной темы» («Евстифейка-волк»)[5]
- 2002 — Международный фестиваль «Анимаёвка» в Могилёве (Белоруссия): Гран-при («Евстифейка-волк»)[6]
- 2003 — ОРФАК в Суздале: Диплом жюри лучшему комедийному фильму («Нехороший мальчик»)[7]
- 2003 — Фестиваль российского кино «Окно в Европу» в Выборге: Диплом жюри («Нехороший мальчик»)[8]
- 2003 — Фестиваль «Крок»: Приз и диплом за лучший фильм в категории фильмы для детей («Нехороший мальчик»)[9]
- 2005 — Международный фестиваль анимационного кино в Эшпиньо (Португалия) — 2 приза (Михаил Алдашин и Олег Ужинов «Про Ивана-дурака»)[10]
- 2006 — 17 Международный фестиваль анимации в Загребе: Приз жюри (Михаил Алдашин и Олег Ужинов «Про Ивана-дурака»)[11]
- 2006 — 9 Международный фестиваль «Анимаёвка» в Могилёве. Гран-при («Жихарка»)[12]
- 2006 — VIII Международный кинофестиваль «Сказка» в Москве. В разделе короткометражных анимационных фильмов Гран-при («Жихарка»)[13]
- 2007 — ОРФАК в Суздале: Лучший фильм для детей («Жихарка»)[14]
- 2007 — XIV Международный анимационный фестиваль в Штутгарте: приз в номинации «Лучшее детское кино» («Жихарка»)[15]
- 2009 — ОРФАК в Суздале: Приз «За лучший мультипликат» (Маша и Медведь: Раз, два, три — ёлочка гори!)[16]
- 2010 — ОРФАК в Суздале: Приз «За лучший фильм для детей» (Маша и Медведь: Следы невиданных зверей)[17]
- 2010 — IV Большой фестиваль мультфильмов: Программа «Премьеры» 3 место зрительского голосования (Маша и Медведь: День варенья)[18]
- 2015 — ОРФАК в Суздале: Приз «За лучший сериал» (Ин и Яна: Запретная еда)[19]
- 2016 — Национальная анимационная премия «Икар»: Приз в номинации «Сериал» («Ин и Яна» режиссёр Олег Ужинов, продюсер Любовь Гайдукова)[20]
- 2019 — Эпизод «Маша + каша», реж. Олег Ужинов, вошел в Книгу рекордов Гиннеса, как самый просматриваемый анимационный ролик на YouTube. Эпизод входит в пятерку самых просматриваемых контентов сайта и набрал более 3,4 миллиарда просмотров[21].

## Номинации
Номинации премии «Ника» за лучший анимационный фильм:
- Номинация премии «Ника», 2002 за Лучший анимационный фильм Евстифейка-волк (режиссёр Олег Ужинов);
- Номинация премии «Ника», 2006 за Лучший анимационный фильм Про Ивана-дурака (режиссёры: Михаил Алдашин, Олег Ужинов);
- Номинация премии «Ника», 2007 за Лучший анимационный фильм Жихарка (проект «Гора самоцветов») (режиссёр: Олег Ужинов)

### Упоминания в прессе
- Сергей Капков. «Лису не стали пороть — её засунули в печь…» Интервью с Олегом Ужиновым. Utro.ru, 31.07.2006
- Дина Годер. «Девочка и кот», Время новостей 7.02.2007
- Игорь Игрицкий. «Победило банальное совершенство», Utro.ru, 7.03.2007
- Татьяна Невская. «Мультфильмы снова в моде», Российская газета, 12.03.2007
- Алла Боссарт. «Колобок от маразма», Новая Газета, 16.03.2007
- Екатерина Кладо. «Кого-то нет, кого-то жаль…», Экран и сцена, 2007
- Мария Терещенко. «Ивана-дурака предпочли Алёше Поповичу», газета Коммерсант